# Piper mercens
Piper mercens är en pepparväxtart som beskrevs av Truman George Yuncker. Piper mercens ingår i släktet Piper och familjen pepparväxter. Inga underarter finns listade i Catalogue of Life.